# Filip de Plouy
Filip de Plouy (Diksmuide, ca. 1580 - Brussel, 22 maart 1653), ook bekend onder zijn kloosternaam Cyprien de Sainte-Marie, was een Zuid-Nederlandse ongeschoeide karmeliet.

## Levensloop
Na zijn studies vervulde hij verschillende functies bij de karmelieten: docent wijsbegeerte en godgeleerdheid, novicemeester, herhaaldelijk prior van kloosters, zoals in Leuven het Sint-Jozefsklooster (seminarie van de karmelieten voor de opleiding van missionarissen in Noord-Nederland en in Engeland); het Sint-Albertklooster, ook in Leuven, noviciaat van de karmelieten. Tijdens een algemeen kapittel gehouden in Avignon werd hij benoemd tot socius of adjunct van de Vlaamse provinciaal.
Hij werd biechtvader van Karel van Lotharingen (†1631).

## Publicaties
- Thesaurus Carmelitarum sive confraternitatis ssmi scapularis excellentia, in duas partes distincta, Keulen, Bernard Gualteri, 1625; vaak herdrukt, vertaald in het Duits, het Frans,
- Josephis Theresia, hoc est modus colendi S. Joseph junxta doclrinam et exemplum S. Theresia,  Wurzbourg, E. Zinet, 1630;
- Tractatus de exercitiis spiritualibus, continem quadraginta materias diversas rerum spiritualium quœ exhortationes vocari possunt, referias diclis ac sententiis sanctorum patrum.